# Theodor Bodemann
Theodor Bodemann († 27. November 1845 in Clausthal) war ein deutscher Bergprobierer (Chemiker im Bergwerk) in Clausthal und Lehrer für Probierkunde und analytische Chemie an der königlichen Bergschule Clausthal.
Der frühere Berggegenprobierer wurde Nachfolger des verstorbenen Conrad Koch (1774–1840).

## Veröffentlichungen
- Anleitung zur Berg- und Hüttenmännischen Probierkunst; Clausthal, 1845; ergänzt von Bruno Kerl 1857 (Google Books).
- A Treatise on the Assaying of Lead, Copper, Silver, Gold, and Mercury; übersetzt von W.A. Goodyear, 1865 (Google Books).
- Etwas über die Zusammensetzung der Oberharzer Bleisteine; In Annalen der Physik; 1841 (Google Books).